# Мікаель Сімонсен
Мікаель Сімонсен (дан. Mikael Simonsen, 20 листопада 1882 — 29 березня 1950) — данський академічний веслувальник.
Бронзовий призер Олімпійських Ігор 1912 року в складі розпашної четвірки зі стерновим.